# Еміненс (Міссурі)
Еміненс (англ. Eminence) — місто (англ. city) в США, в окрузі Шеннон штату Міссурі. Населення — 515 осіб (2020).

## Географія
Еміненс розташований за координатами 37°9′3″ пн. ш. 91°21′31″ зх. д. / 37.15083° пн. ш. 91.35861° зх. д. (37.150889, -91.358714).  За даними Бюро перепису населення США в 2010 році місто мало площу 4,88 км², уся площа — суходіл.

## Демографія
Згідно з переписом 2010 року, у місті мешкало 600 осіб у 254 домогосподарствах у складі 140 родин. Густота населення становила 123 особи/км².  Було 334 помешкання (68/км²).
Расовий склад населення:
| - 95,2 % — білих - 1,8 % — корінних американців - 0,2 % — азіатів |

До двох чи більше рас належало 2,8 %. Частка іспаномовних становила 0,8 % від усіх жителів.
За віковим діапазоном населення розподілялося таким чином: 24,5 % — особи молодші 18 років, 57,5 % — особи у віці 18—64 років, 18,0 % — особи у віці 65 років та старші. Медіана віку мешканця становила 41,0 року. На 100 осіб жіночої статі у місті припадало 87,5 чоловіків;  на 100 жінок у віці від 18 років та старших — 90,3 чоловіків також старших 18 років.
Середній дохід на одне домашнє господарство  становив 31 707 доларів США (медіана — 20 139), а середній дохід на одну сім'ю — 53 159 доларів (медіана — 45 313). Медіана доходів становила 32 292 долари для чоловіків та 21 750 доларів для жінок. За межею бідності перебувало 26,8 % осіб, у тому числі 1,1 % дітей у віці до 18 років та 32,6 % осіб у віці 65 років та старших.
Цивільне працевлаштоване населення становило 265 осіб. Основні галузі зайнятості: мистецтво, розваги та відпочинок — 20,8 %, освіта, охорона здоров'я та соціальна допомога — 18,1 %, виробництво — 16,2 %.